# Multiculturalismo

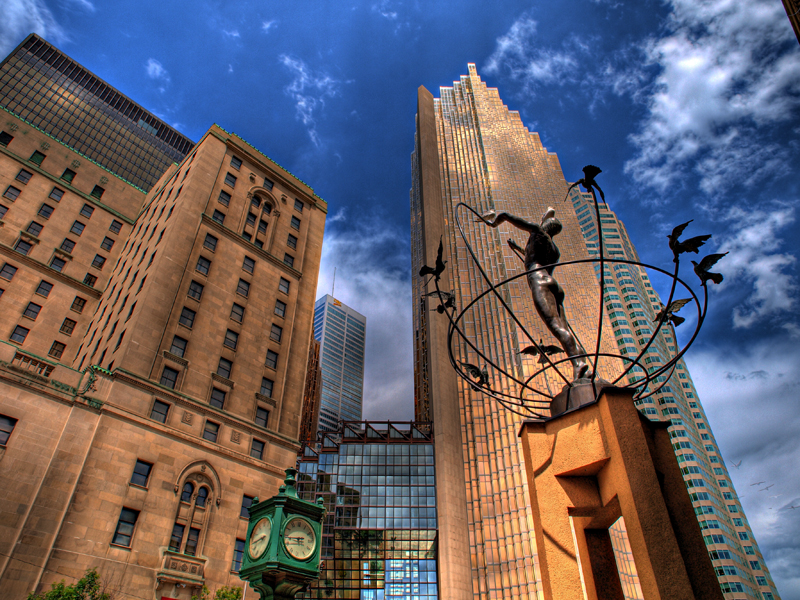
Monumento ao Multiculturalismo por Francesco Perilli em Toronto, Ontário, Canadá. Quatro esculturas idênticas estão localizadas em Buffalo City, África do Sul; Changchun, China; Sarajevo, Bósnia e Sydney, Austrália.

Multiculturalismo, ou pluralismo cultural, é um termo que descreve a existência de muitas culturas numa região, cidade ou país, com no mínimo uma predominante. O Canadá e a Austrália são exemplos de multiculturalismo; porém, alguns países europeus advogam discretamente a adoção de uma política multiculturalista. Em contraponto ao Multiculturalismo, podemos constatar a existência de outras políticas culturais seguidas, como, por exemplo, o Monoculturalismo vigente na maioria dos países do mundo e ligada intimamente ao nacionalismo. Pretende a assimilação dos imigrantes e da sua cultura nos países de acolhimento. O termo melting pot usado nos Estados Unidos é uma metáfora para a heterogeneidade do povo estadunidense e de outros países, como o Brasil, onde as diversas culturas estão misturadas e amalgamadas sem a intervenção do Estado.
A política multiculturalista visa resistir à homogeneidade cultural, principalmente quando esta homogeneidade é considerada única e legítima, submetendo outras culturas a particularismos e dependência. Sociedades pluriculturais coexistiram em todas as épocas, e hoje, estima-se que apenas 10 a 15% dos países sejam etnicamente homogêneos.
A diversidade cultural e étnica muitas vezes é vista como uma ameaça para a identidade da nação. Em alguns lugares o multiculturalismo provoca desprezo e indiferença, como ocorre no Canadá entre habitantes de língua francesa e os de língua inglesa. Mas também pode ser vista como fator de enriquecimento e abertura de novas e diversas possibilidades, como confirmam o sociólogo Michel Wieviorka e o historiador Serge Gruzinski, ao demonstrarem que o hibridismo e a maleabilidade das culturas são fatores positivos de inovação.
Charles Taylor, autor de Multiculturalismo, Diferença e Democracia, acredita que toda a política identitária não deveria ultrapassar a liberdade individual. Indivíduos, no seu entender, são únicos e não poderiam ser categorizados. Taylor definiu a democracia como a única alternativa não política para alcançar o reconhecimento do outro, ou seja, da diversidade. Seus opositores defendem que o multiculturalismo pode ser danoso às sociedades e particularmente nocivo às culturas nativas.